# Enlil-nasir I.
Enlil-naṣir I. („Enlil beschützt“), Sohn des Puzur-Aššur III. war ein assyrischer König. Er regierte nach der assyrischen Königsliste 13 Jahre und führte den Titel Vizekönig von Aššur (išši'ak Aššur).
| Autor              | Regierungszeit    | Anmerkungen            |
| ------------------ | ----------------- | ---------------------- |
| Cassin 1966        | 1478–1466 v. Chr. | mittlere Chronologie   |
| Gasche et al. 1998 | 1474–1463 v. Chr. | ultrakurze Chronologie |

Er restaurierte die Tortürme eines Tempels in Aššur, dessen Name abgebrochen ist, und den Ischme-Dagan II. errichtet hatte. Enlil-naṣir ist auch aus der synchronistischen Königsliste bekannt: Er ist Zeitgenosse des Ulam-buriaš. Sein Nachfolger war sein Sohn Nur-ili, von dem keine Inschriften überliefert sind, der jedoch auch Zeitgenosse Ulam-buriaš’ war.